# Kilián József (építőmérnök)
Kilián József (Tokaj, 1925. július 22. – Budapest, 1976. január 24.): mérnök, a műszaki tudományok kandidátusa (1963).

## Élete
Tokajban született, tanulmányait szülőhelyén kezdte, majd Nyíregyházán folytatta, ahol 1943-ban tanítói oklevelet szerzett. 1945-ben kiegészítő érettségi után a budapesti műszaki egyetemre iratkozott be, ahol 1950-ben szerzett általános mérnöki oklevelet. Diplomázás után is az egyetemen maradt, ahol a II. sz. Hídépítéstani Tanszéken lett tanársegéd. Az egyetem 1950-es évekbeli átszervezésével az Építőipari és Közlekedési Műszaki Egyetem (ÉKME) állományába került át, ahol 1957-től már ugyanazon tanszék adjunktusaként dolgozott.
A két szétvált műszaki egyetem újraegyesülésekor a Budapesti Műszaki Egyetem (BME) Építőanyagok Tanszékére került, ahol 1964-ben docens lett, 1974 elejétől pedig a tanszék vezetőjévé választották meg. Nevéhez fűződik az Építőipari minőségvizsgálat és az Előregyártás című szakmérnöki tanfolyam megszervezése, ezeknek vezető tanára is volt. Húsz éven át tartott rendszeresen előadásokat a Mérnöki Továbbképző Intézetben.
Mint tudományos kutatót, munkássága során az építőanyagok közül is elsősorban a cement és beton foglalkoztatta. E témakörökből közel száz kisebb-nagyobb dolgozata, szakmunkája jelent meg. Már hallgató korában, 1948-ban bekapcsolódott a Magyar Demokratikus Ifjúsági Szövetség (MADISZ) és a Magyar Egyetemi és Főiskolai Egyesületek Szövetsége (MEFESZ) szervezésébe, munkájába. Tagja volt a Pedagógusok Szakszervezete Központi Vezetőségének, ahol 1971-től a Műszaki Felsőoktatási Bizottság elnöke is volt. Önkezével vetett véget életének.

## Fő művei
- Habarcsok és betonok szilárdságának növelése nedves őrléssel (Balázs Györggyel, Bp., 1954)
- A betonok szilárdulásgyorsításának néhány problémája (Balázs Györggyel, angol nyelven, Bp., 1957)
- A vasbeton zsugorodás okozta feszültségek (Balázs Györggyel, Bp., 1958)
- Vasbeton szerkezetek, tározók (Bp., 1962)
- Nagy szilárdságú autoklávbetonok (kandidátusi értekezés, 1963)
- A cementek jobb gőzölhetőségének kialakítása (Szepesi Károllyal, Bp., 1965)
- A betonszilárdulás gyorsítás korszerű fejlődése a kutatás és a gyakorlat területén (Székely Istvánnal, Bp., 1966)
- Betongőzölés (Székely Istvánnal, Bp., 1968)
- Cementkő határszilárdsága (Petrik Lajos-díjas értekezés, Bp., 1969)
- Építőanyagok. Kötőanyagok (Bp., 1974)

## Elismerései
- 1961-ben elnyerte a Szilikátipari Tudományos Egyesület által adományozott Petrik Lajos-díjat.